# Escobaria sandbergii
Escobaria sandbergii là một loài thực vật có hoa trong họ Cactaceae. Loài này được Castetter, P.Pierce & K.H Schwer. mô tả khoa học đầu tiên năm 1975.